# Криничное (Воронежская область)
Криничное — село в Россошанском районе Воронежской области.
Административный центр Криничанского сельского поселения.

## История основания
Село основано в 1760-е годы. В 1859 году в селе было 208 дворов и проживало 1766 человек. В 1900 году в слободе проживало уже 2649 человек, действовало 2 маслобойных завода, 32 ветряных мельницы. Работала школа, в селе было 2 общественных и 5 торговых здания. В 1914г. выстроена деревянная церковь Святого Духа.

## География

### Улицы
- ул. Базарная
- ул. Белая Акация
- ул. Восточная
- ул. Нагорная
- ул. Спортивная
- ул. Строительная
- ул. Хуторская
- ул. Центральная

## Природные ресурсы

### Водные ресурсы
Территория Криничанского сельского поселения располагается в зоне Донецко-Донского гидрогеологического бассейна.
Основным водоносным комплексом, широко используемым для целей водоснабжения является турон-коньякский, приуроченный к толще трещиноватых белых писчих мелов. По химическому составу подземные воды гидрокарбонатные, реже - гидрокарбонатно-сульфатные кальциевые, кальциево-натриевые.
Распространение водоносных горизонтов различной категории защищенности носит зональный характер: от незащищенных и слабозащищенных в пределах речных долин к более защищенным на склонах водоразделов и защищенным на водоразделах. 
Хозяйственно-питьевое водоснабжение населения основано на использовании подземных вод. 
Подземные воды эксплуатируются буровыми скважинами, колодцами. Мощность водозаборных сооружений составляет 124 м3/сут. 
Отпуск воды в среднем за три последних года потребителями составил 0,045 млн. м3, в том числе населению и на коммунально-бытовые нужды – 0,013 млн. м3. На одного жителя среднесуточный отпуск воды составил 183 л/сутки. 
Ресурсы поверхностных вод сельского поселения представлены участком реки Черная Калитва и ручьем Криница, а также множественными прудами.

### Лесные ресурсы
Леса, расположенные на землях лесного фонда и землях иных категорий, согласно Лесному кодексу (от 2006 г. ст.10) по целевому назначению относятся к защитным лесам, которые подлежат освоению в целях сохранения средообразующих, водоохранных, защитных, санитарно-гигиенических, оздоровительных и иных полезных функций лесов с одновременным использованием лесов при условии, если это использование совместимо с целевым назначением защитных лесов и выполняемыми ими полезными функциями.
На территории сельского поселения действует Новокалитвенское участковое лесничество Россошанского лесничества. Участковое лесничество на территории поселения включает урочища: Лоза, Кругленькое, лес Долгий, Стукалово, Перещепное, Высокое и др. Основными лесообразующими породами являются дуб, береза, ива, липа, осина и др. В возрастной структуре лесов преобладают средневозрастные насаждения. 
Данные урочища представляют собой байрачные дубравы, произрастающие по склонам балок. Опушка их у балок обычно окаймлена густыми зарослями степных кустарников: степной вишни, терна, шиповника, боярышника. В днищевых частях балок растут осина, черемуха и др. 

## Рекреационные ресурсы
Территория Криничанского сельского поселения расположена в пределах Степной провинции Среднерусской возвышенности на территории Богучарского левобережного волнисто-балочного степного района.
При перспективном планировании развития рекреации и туризма должны, прежде всего, учитываться природные особенности территории, среди которых основными являются климатические.
Средние температуры зимы и лета в сельском поселении соответствуют комфортному типу климата для рекреации (согласно матрице Л.Н. Деркачевой, 2001 г.). Но Криничанское сельское поселение находится в зоне рекреационного климатического дискомфорта зимнего периода, в границах которого мощность снежного покрова препятствует организации зимних видов рекреации, ограничивая рекреационные мероприятия пешими прогулками. Для летней рекреации климат комфортен. Купальный период с температурами массового купания 20-22о С продолжается 80-90 дней. Но следует учитывать наличие летних максимумов температур, что ограничивает рекреацию. Продолжительность периода летнего климатического дискомфорта составляет 20 дней. В целом неблагоприятными для рекреации являются периоды с октября по ноябрь и с марта по апрель.
Пруды сельского поселения (пруд в хуторе Атамановка и др.) используются для самодеятельного пляжно-купального отдыха. В пойме реки Черная Калитва на севере сельского поселения имеются озера-старицы.
Территория сельского поселения включает в себя природный комплекс лесо-полево-степных суглинистых равнин с глубоковрезанной балочной сетью (балки Граков Яр, Западная, Крутой Яр, Долгенькая, Широкий Яр и др.). В целом рельеф сельского поселения не препятствует развитию рекреации.
Небольшие по площади островки байрачных дубрав (урочища Лоза, Кругленькое, лес Долгий, Стукалово и др.) расположены в юго-восточной части сельского поселения. 
Итак, ландшафтно-рекреационный потенциал сельского поселения обусловлен наличием лесных массивов, прудов, благоприятным климатом для летней рекреации.

## Население
| 1859 | 1897  | 2010 |
| ---- | ----- | ---- |
| 1766 | ↗4087 | ↘606 |

## Инфраструктура
- Криничанская средняя общеобразовательная школа.[5]
- Сельский МФЦ, Центральная улица, 18.
- Сельское отделение почтовой связи, Центральная улица, 12.